# Proteína precursora
Uma proteína precursora, também chamado de pró-proteína ou pró-peptídeo, é uma proteína inativa (ou peptídeo) que pode ser transformada em uma forma ativa por uma modificação pós-traducional, tais como a quebra de uma parte da molécula ou a adição de outra molécula. O nome do precursor de uma proteína é muitas vezes o prefixo pró-. Exemplos incluem a pró-insulina e a pró-opiomelanocortina, que são ambos pró-hormônios.
Proteínas precursoras são muitas vezes utilizadas por um organismo quando a proteína subsequente é potencialmente prejudicial, mas precisa estar disponível no curto prazo e/ou em grandes quantidades. Precursores de enzimas são chamados zymógenos ou proenzimas. Alguns exemplos são as enzimas do trato digestivo em seres humanos.
Algumas proteínas precursoras são secretadas a partir da célula. Muitas destas são sintetizadas com um peptídeo sinal N-terminal que os segmenta para a secreção. Como outras proteínas que contêm um peptídeo sinal, o seu nome contém o prefixo pré. Elas são assim chamadas pré-pro-proteínas ou pré-pró-peptídeos. O peptídeo sinal é clivado fora do retículo endoplasmático. Um exemplo é pré-pró-insulina.
Pró-sequências são áreas na proteína que são essenciais para o seu correto dobramento, geralmente na transição de uma proteína a partir de um estado inativo para um estado ativo. Pró-sequências também podem estar envolvidas na pro-proteína.